# Breddorf

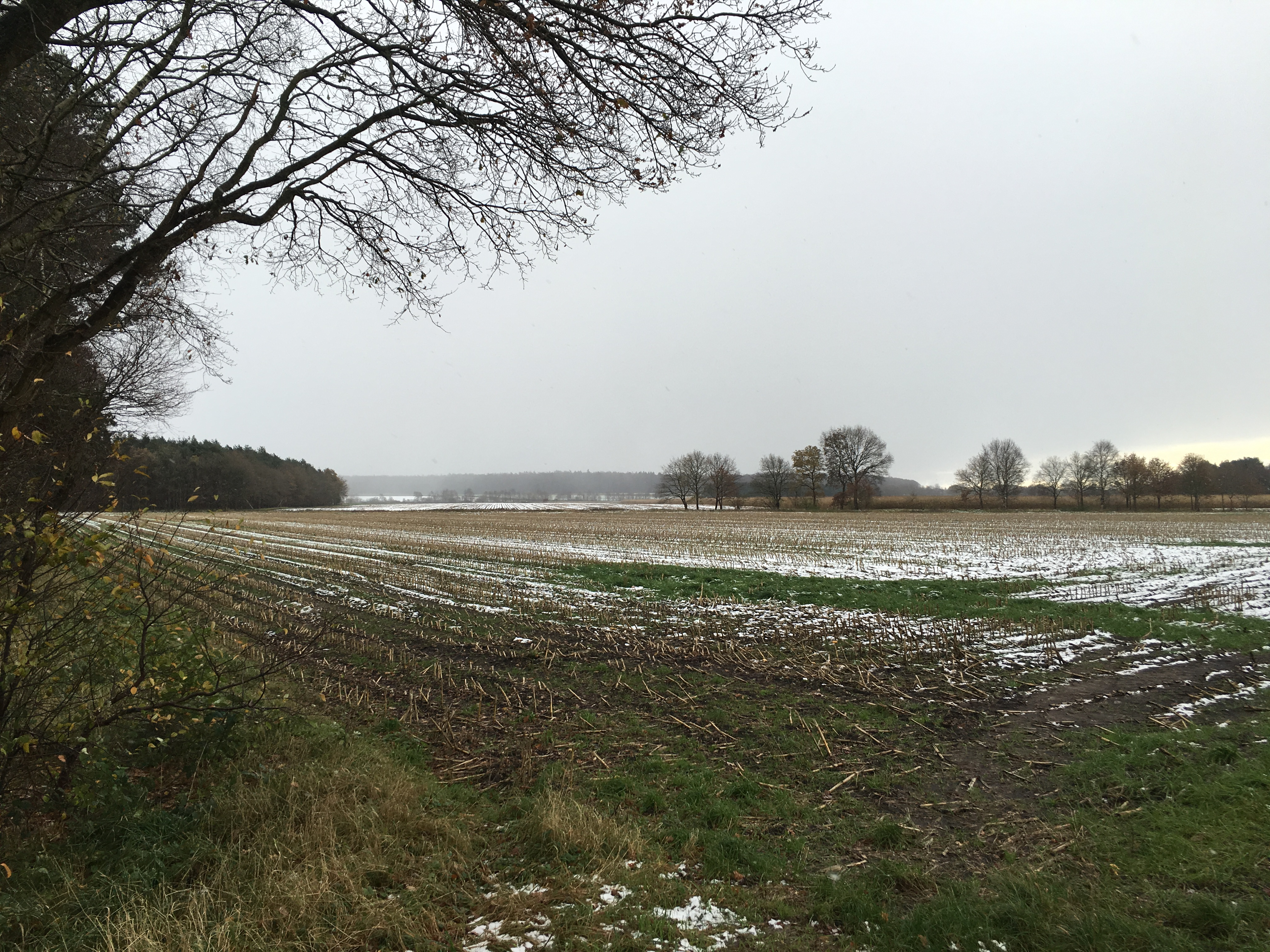
Landschaft bei Breddorf

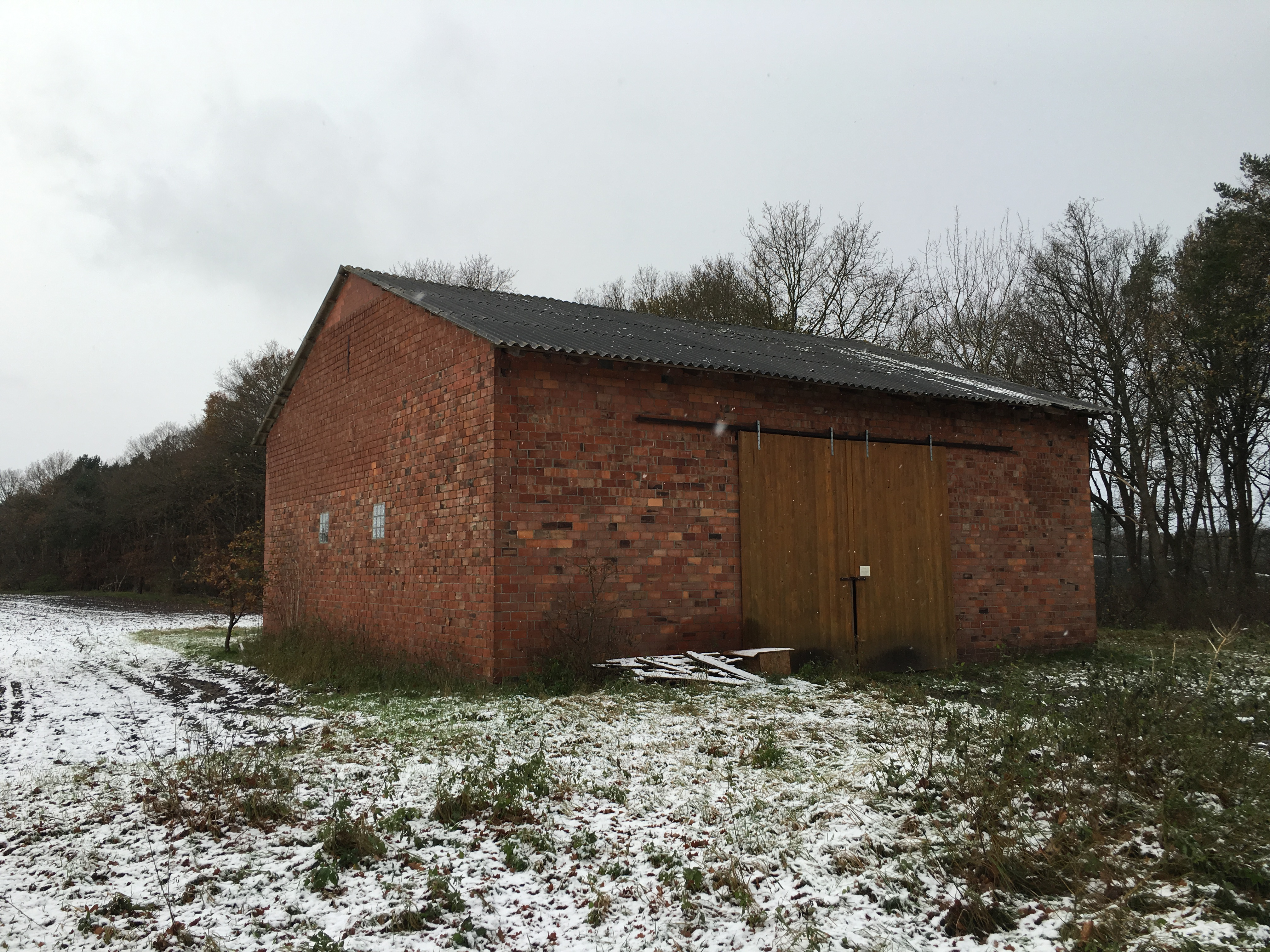
Scheune in Breddorf

Breddorf ist eine Gemeinde mit 1011 Einwohnern in der niedersächsischen Samtgemeinde Tarmstedt im Landkreis Rotenburg (Wümme). Neben dem Hauptort Breddorf gehören auch die Orte Hanstedt, Breddorfermoor und Ehebrock zur Gemeinde.

## Geografie
In der Gemeinde befindet sich das Naturschutzgebiet „Swatte Flag“. Es liegt in der Nähe von Hepstedt und Rhade.

## Geschichte

### Erste Erwähnung
Die erste urkundliche Erwähnung Breddorfs erfolgte im Jahr 1236.

### Eingemeindungen
Am 1. März 1974 wurde die Nachbargemeinde Hanstedt eingegliedert.

### Ortsname
Breddorf wurde 1236 erstmals erwähnt, war 1237 bis 1246 Breddtorpe und um 1352 in Brettorpe bekannt. Der Name kommt aus dem Niederdeutschen „brēd“ für breit. In Verbindung mit „dorp“ für Dorf kann man schließen, dass sich der Ortsnamen offenbar auf die Lage beziehungsweise Gestalt der Siedlung bezieht, also breites Dorf.

## Sport
Breddorf teilt sich mit Hepstedt einen Sportverein (SV Eintracht Hepstedt/Breddorf), der mehrere Sparten anbietet. Die Fußballsparte wurde 2012 neu organisiert.
Seit dem Jahr 2012 gibt es den Fußballverein FC Ummel. Er ist entstanden, durch die Fusion der Herren- und Jugendfußballabteilungen der beiden Vereine TSV Timke und SV Eintracht Hepstedt/Breddorf.

## Politik

### Gemeinderat
Der Rat der Gemeinde Breddorf besteht aus elf Ratsfrauen und Ratsherren. Dies ist die festgelegte Anzahl für die Mitgliedsgemeinde einer Samtgemeinde mit einer Einwohnerzahl zwischen 1001 und 2000 Einwohnern. Die Ratsmitglieder werden durch eine Kommunalwahl für jeweils fünf Jahre gewählt.
Die letzte Kommunalwahl am 12. September 2021 ergab das folgende Ergebnis:
| Partei                        | Anteilige Stimmen | Anzahl Sitze |
| ----------------------------- | ----------------- | ------------ |
| Wählergemeinschaft Breddorf I | 42,25 %           | 5            |
| SPD                           | 45,79 %           | 5            |
| FDP                           | 6,53              | 1            |
|                               |                   |              |

### Gemeinderatsmitglieder
SPD
Susanne Schmiedel, Ursula Otten, Heinz Witten, Rainer Preuss, Janina Meyer
Wählergemeinschaft Breddorf I
Georg Gerken, Robert Windt, Harm Rosenbrock, Sabine Ringen, Jan Harms
FDP
Joshua Henning

### Bürgermeister
Der Gemeinderat wählte das Gemeinderatsmitglied Susanne Schmiedel (SPD) zur ehrenamtlichen Bürgermeisterin für die aktuelle Wahlperiode.

## Persönlichkeiten
Der Schriftsteller Walter Kempowski (1929–2007) lebte von 1960 bis 1965 in Breddorf, wo er zusammen mit seiner Ehefrau Hildegard als Lehrer an der örtlichen Volksschule unterrichtete.
Der Unternehmer und Honorargeneralkonsul Andreas Maske (* 1959) ist in Breddorf im Unternehmerhaushalt seiner Eltern aufgewachsen. Sein Vater Eckard Maske war der Gründer und ehemalige Geschäftsführer der Maske Unternehmensgruppe.

## Verkehr
Der Haltepunkt Breddorf lag an der Bahnstrecke Wilstedt–Tostedt. Diese ist stillgelegt.